# Thérèse Sita-Bella
Thérèse Sita-Bella, née Thérèse Bella-Mbida le 3 mars 1932 et morte le 27 février 2006 à Yaoundé, est une journaliste et une réalisatrice camerounaise. Elle est considérée comme la première femme d'Afrique subsaharienne à avoir exercé cette profession de réalisatrice.

## Biographie

### Origines et formation
Thérèse Bella-Mbida naît en 1933 au sud du Cameroun, dans l'ethnie des Betis. Elle reçoit son éducation de missionnaires catholiques. Dans les années 1950, après avoir obtenu son baccalauréat dans une école de Yaoundé, elle part à Paris pour poursuivre ses études, en lettres classiques. Diplômée de la Société de radiodiffusion de la France d'outre-mer (SORAFOM), elle rencontre la Béninoise Géraldine Faladé, qui vient, elle aussi, d'être diplômée en journalisme et qui devient une amie.

### Journaliste, réalisatrice et féminisme
C'est en France qu'elle développe un intérêt pour le journalisme et le cinéma. À Paris, en 1959, elle participe à la création de La Vie africaine, mensuel destiné aux Africains du continent et de la diaspora, dont elle est la seule femme africaine parmi les rédacteurs. Dans un de ses textes publié dans le premier numéro, elle écrit : « Pourquoi les emplois d’encadrement sont-ils réservés aux hommes ? Les femmes doivent y accéder ! Mais encore faudrait-il que nous sachions vaincre notre timidité, qui fait que nous restons jusqu’à présent tenues en laisse par l’élite masculine ! ». Elle voyage, couvrant par exemple l'indépendance du Togo en 1960, l'apartheid en Afrique du Sud ou encore la situation à Berlin-Ouest en 1961. À Paris, elle devient la correspondante de Deutsche Welle, Voice of America et BBC Africa. En 1963, elle réalise le documentaire Tam-Tam à Paris, un reportage de 30 minutes sur les danses traditionnelles, qui suit également une tournée de la compagnie de danse nationale du Cameroun dans la capitale française. En 1969, Tam Tam à Paris est présenté à la première semaine du Cinéma africain, un festival qui deviendra plus tard le FESPACO.

Thérèse Sita-Bella est une militante féministe qui a ouvert la voie à de nombreuses autres femmes camerounaises et africaines de sa génération. Cependant, elle ne prône pas un féminisme de rupture mais « une émancipation féminine fondée certes sur l’accès aux mêmes opportunités que les hommes, mais aussi sur les institutions du mariage et de la maternité » note Le Monde. Elle met aussi en avant dans ses papiers des personnalités féminines africaines (« architectes, députées, actrices »), afin qu'elles puissent servir de modèles. Thérèse Sita-Bella a pour sa part été l'une des premières journalistes femmes de son pays, et la première à piloter un avion. Elle était considérée comme un phénomène en travaillant dans des domaines jusque-là réservés à la gent masculine. Elle a déclaré : 

« Dans les années 1970, nous étions très peu à être des femmes cadreurs. À cette époque, nous étions très peu, il y avait quelques Antillaises, une femme du Sénégal appelée Safi Faye et moi. Mais vous savez, le cinéma n'était pas l'affaire des femmes. »

### Retour au Cameroun
Rentrée en 1967 au Cameroun, désormais indépendant, elle se voit apposer une réputation de grande-gueule : « Ses articles lui ont coûté cher. Elle avait critiqué certains de ces hommes devenus influents. Une fois au Cameroun, ils ne l’ont pas aidée à mettre en valeur ses compétences et à se hisser. Par ailleurs, sa famille n’était pas puissante et ne pouvait donc pas l’insérer dans les réseaux de pouvoir ». Elle travaille au service de presse du ministère de l'Information puis comme fonctionnaire, bénéficiant à partir de 1996 d'une petite pension de retraite. Elle a créé une revue culturelle et souhaite réaliser un nouveau film, mais ses projets avortent pour des raisons financières.
Thérèse Sita-Bella meurt dans la solitude, la misère et l'anonymat le 27 février 2006. Elle souffrait d'un cancer du côlon. Son décès est provoqué par des complications à la suite d'une opération pour retirer la tumeur. Elle est enterrée au cimetière Mvolyé de Yaoundé.

### Postérité et hommages
Elle est considérée comme une pionnière du journalisme et du cinéma en Afrique.
En 2015, une salle du ministère de la Communication camerounais est nommée en son honneur, ainsi qu'un centre culturel de Yaoundé.
En 2025, le film Sita Bella la première réalisée par la Camerounaise Eugénie Metala lui rend hommage.